# James Feast
William James Feast (né le 25 juin 1938) est un chimiste et universitaire britannique.

## Jeunesse
Feast est né à Birmingham d'un instituteur et d'une femme au foyer, et fait ses études à l'école King Edward VI de Lichfield, étudiant les sciences humaines mais étant redirigé vers des études scientifiques en raison de sa "tendance à s'asseoir et à rêver", ce qui l'amène à se faire appeler un "chimiste accidentel" .
Il a initialement prévu d'étudier les mathématiques à l'université, mais change d'avis après un entretien avec Rudolf Peierls à l'Université de Birmingham et s'inscrit à l'Université de Sheffield pour étudier la chimie, obtenant un Bsc en 1960. Après avoir obtenu son diplôme, il commence à étudier pour un doctorat à l'Université de Birmingham en chimie organo-fluorée, qu'il achève en 1963, restant jusqu'en 1965 à des fins de recherche post-doctorale . En 1965, il est chargé de cours à l'Université de Durham, en particulier au Van Mildert College, où il reste pendant plus de 35 ans jusqu'à sa retraite en 2003 . En 1967, il épouse sa première femme Jenneke, avec qui il a deux filles, Saskia et Marieke.

## Recherche et travaux académiques
Malgré son doctorat en chimie organo-fluorée, il change d'orientation en 1970 pour s'intéresser davantage à la chimie des polymères, en particulier à la synthèse des polymères après avoir expérimenté des monomères diènes fluorés et « trouvé fascinant que vous puissiez prendre un fluide mobile et incolore et produire un matériau qui avaient des propriétés potentiellement intéressantes . Il aide à développer ce qui est maintenant connu sous le nom de "route des précurseurs de Durham" pour la fabrication de polyacétylène, et pendant les années 70 et 80, les connaissances en synthèse de polymères de Feast et de son groupe conduisent à des invitations à travailler en tant que conférencier invité, et finalement il passe deux mois année d'enseignement à l'Institut Max-Planck de recherche sur les polymères à Mayence .
Pendant son séjour à Durham Feast est promu maître de conférences en 1965 et professeur en 1986. En 1996, il est nommé Fellow de la Royal Society, et en 2006 est élu président pour deux ans de la Royal Society of Chemistry. Outre sa nomination à Durham, il occupe également divers postes de conférencier invité, notamment à l'Université de Louvain entre 1985 et 1988, à l'Université Cornell en 1993 et au California Institute of Technology en 1999 .

## Retraite
Il prend sa retraite en 2003, mais continue de travailler à l'Université de Durham en tant que professeur de recherche, ainsi qu'à l'Université de technologie d'Eindhoven . En 2004, il reçoit un doctorat honorifique en sciences de l'Université de Warwick . Il est nommé Commandeur de l'Ordre de l'Empire britannique (CBE) pour "services à la chimie des polymères" lors des honneurs du Nouvel An 2007. Plus tard cette année-là, il reçoit une médaille royale pour "ses contributions exceptionnelles à la synthèse chimique avec des implications considérables, en particulier pour le domaine des matériaux polymères fonctionnels" .